# Tamba lahera
Tamba lahera là một loài bướm đêm trong họ Noctuidae.